# Fréchencourt
Fréchencourt é uma comuna francesa na região administrativa de Altos da França, no departamento de Somme. Estende-se por uma área de 5,59 km². Em 2010 a comuna tinha 261 habitantes (densidade: 46,7 hab./km²).